# Åsa Lindholm
Åsa Emilia Lindholm, född 27 februari 1975 i Lunds Allhelgonaförsamling, Malmöhus, är en svensk dramatiker, regissör och dramaturg.

## Biografi
Åsa Lindholm utbildade sig 2001–2004 vid Dramatiska institutets Dramatik/dramaturgi-program. Hon har även studerat vid Lunds universitet och Århus universitet. Hon har varit anställd som dramaturg vid Göteborgs stadsteater och Uppsala Stadsteater, och varit konstnärlig ledare vid Teater Tribunalen. Senare har hon varit verksam som dramaturg vid Kulturhuset Stadsteatern i Stockholm.
Lindholm har skrivit och regisserat för Stockholms stadsteater, Göteborgs stadsteater, Unga Klara, Dramaten, Folkoperan, Riksteatern, Radioteatern och Östgötateatern. Pjäser av henne har översatts till tyska, norska, engelska, rumänska, kinesiska och turkiska. Hon har även arbetat med performance art i egna projekt, på Teater Tribunalen och med danska performanceartisten SIGNA.
Lindholm fick 2006 Ikaros-priset för radioproduktionen Ett perfekt liv. 2017 fick hon Henning Mankell-stipendiet och 2020 Svenska Ibsensällskapets pris.
Hon är bosatt i Sundbyberg. 

## Pjäser
- Bettysagorna (2004)
- Om flickor kunde döda (2009)
- Bye Bye Baby (2010)
- De röda skorna (2010)
- Flickan med tomtebloss (2010)
- Grymma sagor (2010)
- Hans Christian och den lille vännen (2010)
- Sheher – sagoberätterskan (2010)
- Sugerstar Sockerstjärna (2011)
- Marisol (2013)
- Natten – börjar nu (2014)
- Panik i flickrummet (2017)
- Snubben lättar på sitt hjärta (2018)
- Lång natts färd mot dag (2020)[8][9]
- Mi-Mi's sexuella liv (2024)[10]

Pjäserna Om flickor kunde döda och Snubben lättar på sitt hjärta har varit uttagna till Bibu – Scenkonstbiennalen för barn och unga. Den sistnämnda blev även uttagen till Scenkonstbiennalen.